# كونان إكزيلز
كونان إكزيلز (بالإنجليزية: Conan Exiles)‏، هي لعبة فيديو صدرت في شهر مايو 2018م، حيث ستصدر على منصات بلاي ستيشن 4 ومايكروسوفت ويندوز وإكس بوكس ون، وهي من ضمن سلاسل شخصية كانون في العصر الحجري، هذه اللعبة من تطوير ونشر شركة فونكوم النرويجية.